# Моральное ожидание
Моральное ожидание — оценка жребия, впервые введенная швейцарским математиком Даниилом Бернулли. В отличие от математического ожидания (ожидаемой доходности) моральное ожидание зависит от состояния игрока и неявно учитывает фактор риска. Сам термин «моральное ожидание» принадлежит французскому математику Пьеру Симону Лапласу.

## Определение
Пусть в некоторой игре величина выигрыша принимает значения {\displaystyle x_{i}} с вероятностями {\displaystyle p_{i}} , где {\displaystyle i=1,2,...,n}, C — состояние игрока до начала игры. Тогда моральное ожидание определяется равенством:
```

  

    

      

        
M

        
r

        
(

        
x

        
,

        
C

        
)

        
=

        

          

            

              

                

                  
x

                  
¯

                

              

              
¯

            

          

        

        
=

        

          
∏

          

            
i

            
=

            
1

          

          

            
n

          

        

        
(

        

          
x

          

            
i

          

        

        
+

        
C

        

          
)

          

            

              
p

              

                
i

              

            

          

        

        
−

        
C

        
.

      

    

    
{\displaystyle Mr(x,C)={\bar {\bar {x}}}=\prod _{i=1}^{n}(x_{i}+C)^{p_{i}}-C.}

  

 
 
```

Моральное ожидание мы будем обозначать {\displaystyle {\bar {\bar {x}}}} или {\displaystyle Mr(x,C)}, когда хотим подчеркнуть его зависимость от состояния.

## Свойства
- Моральное ожидание {\displaystyle Mr(x,C)} строго монотонно возрастает с ростом величины состояния C.
- При состоянии C, стремящемся к бесконечности, предел морального ожидания равен математическому ожиданию:

{\displaystyle \lim _{C\to +\infty }Mr(x,C)=M(x).}
- Моральное ожидание строго меньше математического: {\displaystyle Mr(x,C)<M(x)}.
- {\displaystyle Mr(x+a,C)=Mr(x,C+a)+a}, где a — произвольная вещественная константа.

- {\displaystyle Mr(a*x,C)=a*Mr(x,{\frac {C}{a}})}, где a — произвольная положительная вещественная константа.

- {\displaystyle \lim _{k\to +\infty }k*Mr({\frac {x}{k}},C)=M(x)}, где k — натуральное число.

Здесь {\displaystyle M(x)=\sum _{i=1}^{n}p_{i}*x_{i}} — математическое ожидание случайной величины {\displaystyle x}.

## Основные сведения
Игрок не всегда оценивает жребий по математическому ожиданию, то есть не всегда оценивает его, как средний выигрыш. В противном случае страховые компании уже давно остались бы не у дел. Действительно, в задачах страхования рисков сумма страхового взноса превышает ожидаемый ущерб. Рассмотрим пример:

Пусть Вам достался жребий, который с равной вероятностью может принести 40 тысяч евро дохода или ничего. По математическому ожиданию этот жребий стоит 20 тысяч. Однако многие согласятся продать его за 18 тысяч. Последнее означает, что эти люди оценивают жребий меньше, чем в 18 тысяч. Но найдутся и желающие купить этот жребий больше чем за 18 тысяч. Покупатели, следовательно, оценивают жребий дороже 18 тысяч. Можно также предположить, что покупатели жребия богаче продавцов.

Бернулли предположил, что элементарное приращение состояния C дает приращение полезности состояния Z на величину, пропорциональную этому приращению и обратно пропорциональную величине состояния:
{\displaystyle dZ=k*{\frac {dC}{C}}}, где {\displaystyle k>0}.
Отсюда непосредственно получается логарифмическая функция полезности денег {\displaystyle Z=ln(C)}. Тогда математическое ожидание полезности примет вид:
{\displaystyle \ln {({\bar {\bar {x}}}+C)}=\sum _{i=1}^{n}p_{i}*\ln {(x_{i}+C)}}, откуда и получено равенство, определяющее моральное ожидание. Результаты Бернулли опубликовал в 1738 году в статье «Опыт новой теории измерения жребия». Таким образом, Бернулли построил функцию полезности для такого блага, как деньги, задолго до того, как Джереми Бентам ввел в экономическую теорию само понятие полезность. Оценка жребия по моральному ожиданию часто позволяет строить математические модели, адекватные поведению реальных экономических субъектов.

## Пример
Автором задачи считается Николай Бернулли.
Купец Каюс закупил в Амстердаме товар, который он мог бы продать в Петербурге за 10000 рублей. Товар предстоит отправить в Петербург морем. Известно, что в это время года из 100 судов 5 терпит крушение. Купец не смог найти никого, кто согласился бы застраховать груз менее чем за 800 рублей. Соглашаясь страховать груз на предложенных условиях, купец меняет свой жребий на гарантированные 9200 рублей. Предлагается, опираясь на моральное ожидание, ответить на вопросы:
- Каким состоянием должен обладать купец (продавец жребия), чтобы согласиться страховать свой товар на предложенных условиях?
- Каким состоянием должен обладать тот, кто взялся страховать груз (покупатель жребия)?

Математическое ожидание дохода в этой задаче равно 9500 рублей. А что изменится, если купец распределит груз поровну на двух судах. Математическое ожидание жребия по прежнему останется 9500. Но интуитивно мы чувствуем, что такой жребий стоит дороже. И, действительно, оказывается оценка жребия по моральному ожиданию существенно возрастает.

## Обобщение понятия моральное ожидание
Естественно напрашивается обобщение на случай, когда элементарное приращение состояния дает увеличение полезности состояния на величину, обратно пропорциональную некоторой степени состояния. Тогда мы придем к классу функций полезности денег вида {\displaystyle f(C)=C^{s}}, где {\displaystyle s\in {(0;+\infty ]}} . При этом случай {\displaystyle s\in {(0;1)}} соответствует классической функции полезности, то есть возрастающей и выпуклой вверх, а случай {\displaystyle s\in {(1;+\infty ]}} — участкам выпуклости вниз функции Фридмана. Тогда обобщенное моральное ожидание можно определить следующим образом.
Моральным ожиданием порядка s случайной величины x при состоянии C будем называть величину
{\displaystyle Mr^{(s)}(x,C)={\bar {\bar {x}}}=(\sum _{i=1}^{n}p_{i}*(x_{i}+C)^{s})^{\frac {1}{s}}-C.} 
Заметим, что {\displaystyle \lim _{s\to 0}Mr^{(s)}(x,C)=\prod _{i=1}^{n}(x_{i}+C)^{p_{i}}-C.} 
Моральное ожидание можно также обобщить на случай, когда случайная величина имеет непрерывное распределение.